# 袁驷
袁驷（1953年9月—），北京人，中华人民共和国土木工程专家，清华大学教授，无党派人士。

## 生平
袁驷小学毕业时，正逢文化大革命。在家闲居三年之后，袁驷上了半年的中学，便作为知识青年到黑龙江省支边。1974年，他进入清华大学当工农兵学员。1978年毕业之后，袁驷又考取了清华大学土木工程系（1980年改为清华大学土木与环境工程系）结构工程专业硕士研究生。硕士毕业后，他又继续在清华大学土木与环境工程系结构工程专业学习，师从龙驭球，获得博士学位。博士毕业后，袁驷获得系主任陈肇元的支持，赴国外学习。1989年，已经先后在美国俄克拉荷马大学、英国伦敦中央理工学院当了4年博士后的袁驷回到了清华大学任教。
此后，他历任清华大学土木系教授，清华大学土木系结构力学教研组主任，清华大学土木系博士生导师、系主任。后来出任清华大学土木水利学院院长，教育部长江学者特聘教授，北京市海淀区第12届人民代表大会代表，中国土木工程学会第八届理事会副理事长。此后，他担任清华大学副校长、教务长。
1989年，袁驷首次提出了“有限元线法”。1993年，他出版了世界上第一部关于有限元线法的英文专著。袁驷还于1992年研制出了FEMOL92通用程序软件。
2003年，当选为第十届全国人大常委会委员、全国人大环境与资源保护委员会委员。后来，他又先后当选第十一、十二届全国人大常委会委员。
2018年2月24日，当选为第十三届全国人大代表。